# Desmopachria andreae
Desmopachria andreae – gatunek wodnego chrząszcza z rodziny pływakowatych, podrodziny Hydroporinae i plemienia Hyphydrini.
Gatunek ten opisany został w 2014 roku przez Yoandri S. Megnę i Davida Sáncheza-Fernándeza.
Chrząszcz o owalnym ciele długości od 1,9 do 2,2 mm. Ciało ceglaste z ciemniejszymi: tyłem głowy, tylnym brzegiem przedplecza i przednimi i przyszwowymi brzegami pokryw. Samice jaśniejsze od samców. Paramery symetryczne, wierzchołkowo równomiernie zwężone i tam opatrzone krótkimi szczecinkami. Środkowy płat edeagusa o wierzchołku spiczastym i niezesklerotyzowanym. Ogólnie edeagus przypomina nieco ten u D. geijskesi.
Owad spotykany na wyżynach, w spokojniejszych miejscach czystych wód bieżących o kamienisto-błotnistym dnie i gęstej roślinności w okolicy, przy braku roślinności wodnej. Zasiedla zachodnią i środkową część Kuby.